# Höchberg
Pour les articles homonymes, voir Hochberg (homonymie).

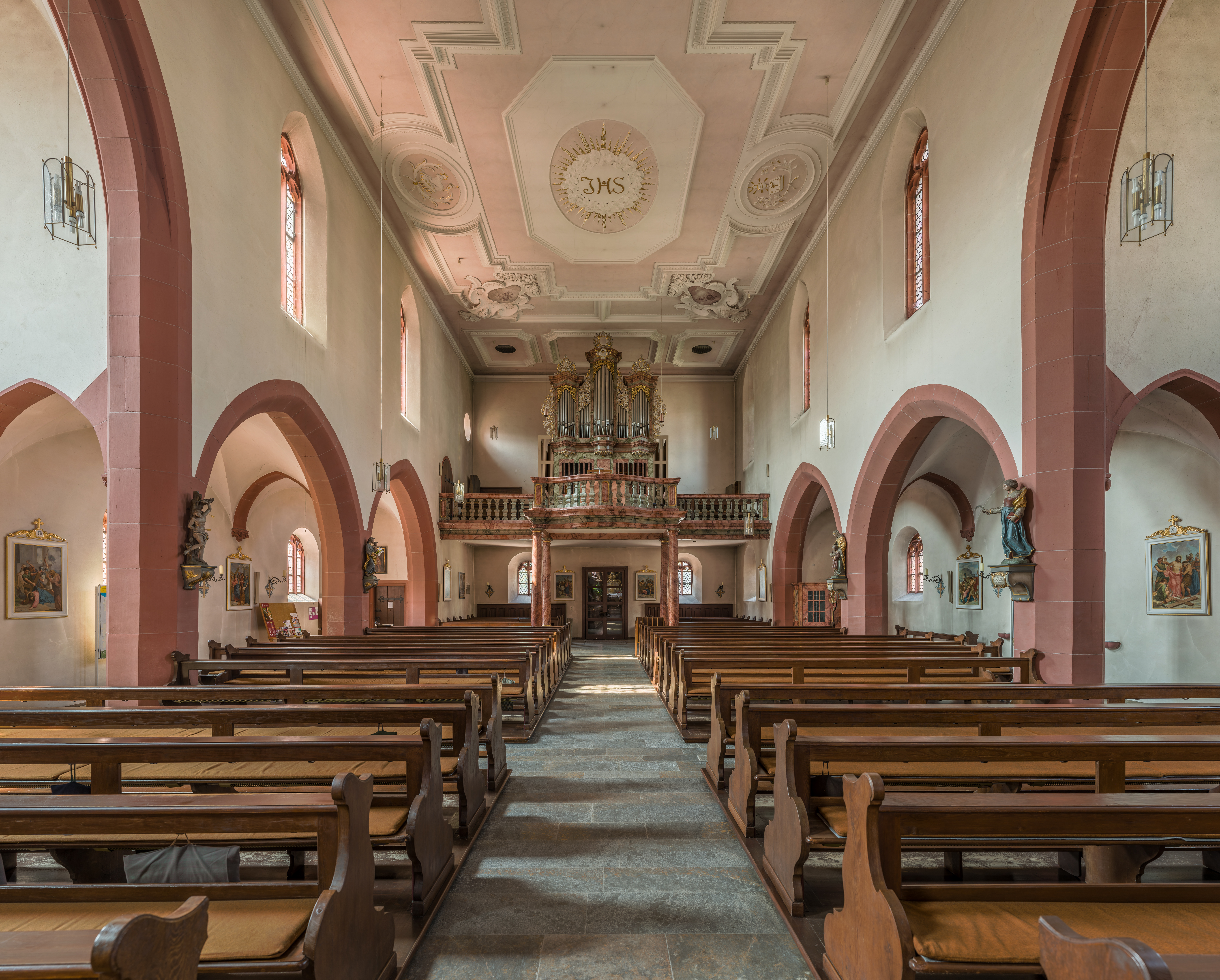
La nef de l'église Mariä Geburt à Höchberg. Au fond l'orgue. Aout 2015.

Höchberg est une commune de Bavière (Allemagne), située dans l'arrondissement de Wurtzbourg, dans le district de Basse-Franconie.